# Monument aux morts de Montbéliard
Le monument aux morts de Montbéliard (Doubs, France) commémore les soldats de la commune morts lors des conflits du XXe siècle.

## Description
Le monument est situé dans le square du Souvenir, près de la rue de Belfort, au pied du Château de Montbéliard, en centre-ville de Montbéliard.
Il se présente sous la forme d'un petit obélisque surmonté d'un buste de poilu autour duquel s’enroule une branche de laurier. La sculpture sur le piédestal  représente une « diaichotte », allégorie féminine du pays de Montbéliard, offrant des fleurs et épis de blé au soldat. Ces sculptures contiennent une panoplie de messages : habits en « diaichotte » pour le personnage et usines au second plan rappelant l'aspect industriel de la ville (usines Peugeot), laurier symbole de gloire et de victoire, fleurs et épis synonymes de résurrection. Sur les cotés de l'obélisque, des lauriers en bronze sont posés. Sculpture et gravure sont en marbre de Carrare. Une inscription sur le monument indique sobrement « MONTBELIARD À SES ENFANTS ».

## Histoire
Après un premier projet initié en 1919 et abandonné en 1921, la municipalité fait appel à l'architecte Maurice Boutterin et au sculpteur Armand Bloch en 1922 pour l'érection du monument,,.
En 1992, le monument au mort, qui se trouvait à l'esplanade des princes, est déplacé au square du souvenir,, où se trouvait déjà le monument commémoratif de la guerre de 1870, également œuvre de Bloch.
Le monument aux morts est inscrit au titre des monuments historiques par arrêté du 19 décembre 2022.